# Like I Love You (chanson de R.I.O.)
Pour les articles homonymes, voir Like I Love You.
Singles par R.I.O.
Hot Girl
(2010) Miss Sunshine
(2010)
Pistes de Sunshine
Miss Sunshine Shine On
Like I Love You est une chanson du groupe dance allemand R.I.O. sorti le 28 janvier 2011 sous format numérique. Extrait de l'album Sunshine, la chanson a été écrite par Yann Peifer, Manuel Reuter, Andres Ballinas, Michael Bein et produit par Yann Peifer, Manuel Reuter. La mélodie reprend celle du titre Like I Love You de The Hitmen sorti en 2007.

## Liste des pistes
Téléchargement numérique
1. Like I Love You (Radio Edit) – 3:09
2. Like I Love You (Video Edit) – 3:23
3. Like I Love You (Extended Mix) – 5:44
4. Like I Love You (Money G Remix) – 5:23
5. Like I Love You (Black Toys Remix) – 4:52

## Crédits et personnels
- Chanteur – R.I.O.
- Réalisateur artistiques – Yann Peifer, Manuel Reuter
- Parole – Yann Peifer, Manuel Reuter, Andres Ballinas, Michael Bein
- Label: Spinnin’ Records

## Classement par pays
| Classement (2010) | Meilleure position |
| ----------------- | ------------------ |
| Pays-Bas          | 24                 |
| Allemagne         | 31                 |
| Autriche          | 35                 |
| Bulgarie          | 38                 |
| Suisse            | 69                 |

## Historique de sortie
| Pays     | Date            | Format                   | Label            |
| -------- | --------------- | ------------------------ | ---------------- |
| Pays-Bas | 28 janvier 2011 | Téléchargement numérique | Spinnin’ Records |